# Busståg

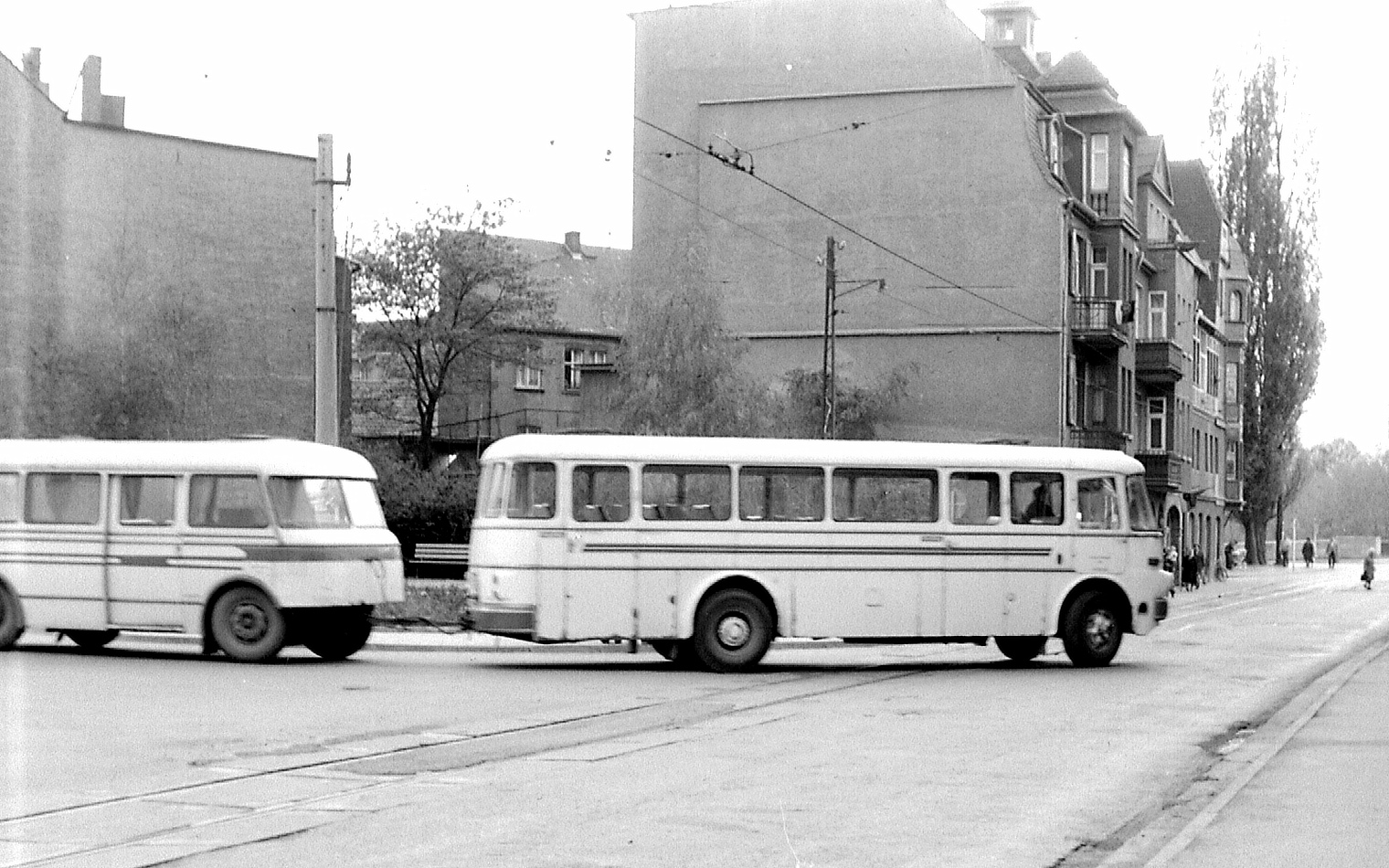
Ikarus-busståg i Jena, 1977

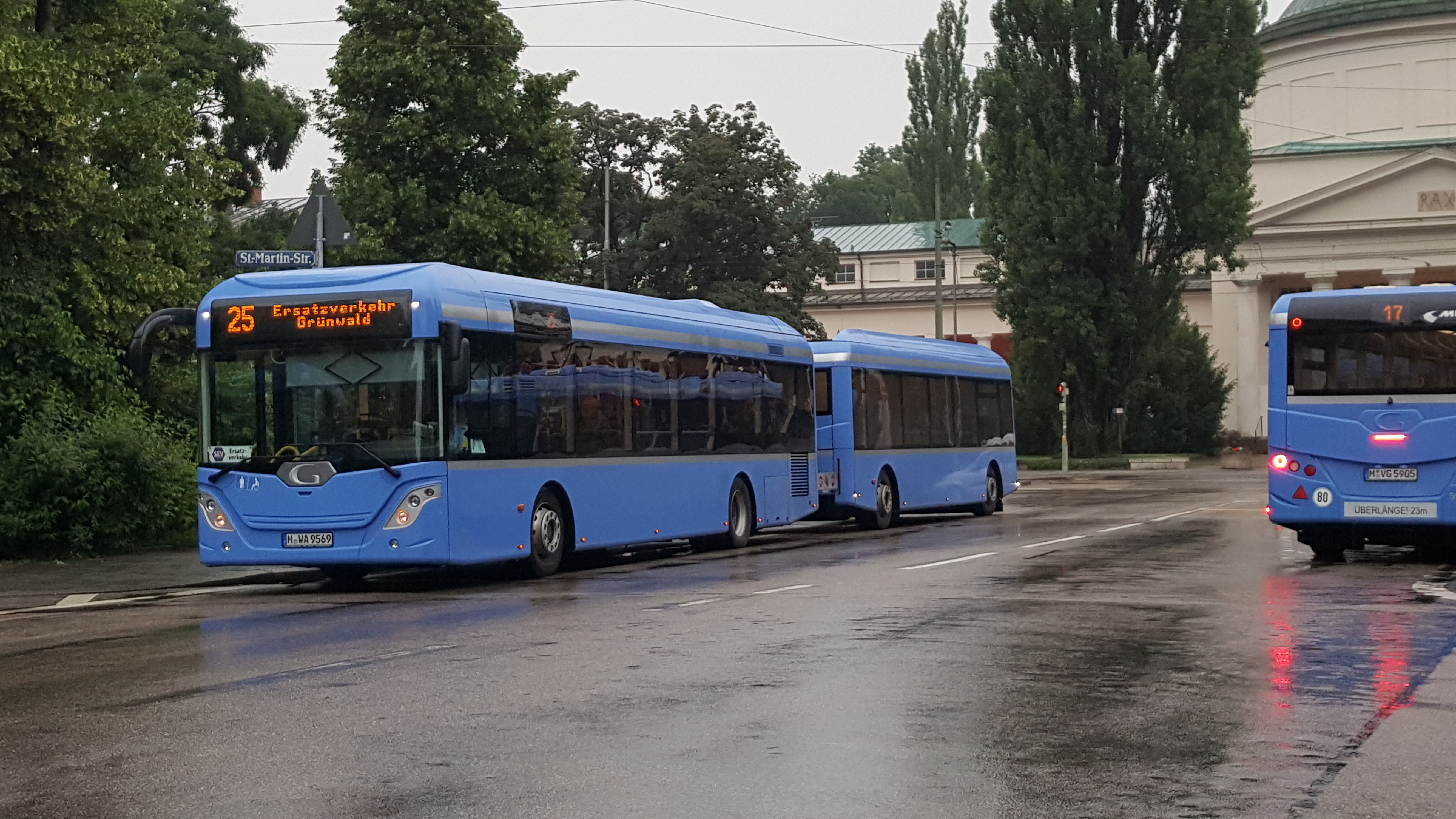
Göppel-busståg i München, 2015

Busståg är en dragbuss med parragerarförande släpvagn. Medan spårvagnsekipage med motorvagn och släpvagn var vanliga innan ledspårvagnar kom i bruk, har bussekipage med släpbuss varit – och är fortfarande – mer ovanliga. 
Bussar med släpvagn kan ta många passagerare. En 12 meters dragbuss har kapacitet för 66 resenärer, släpet för 64. Ett 23 meter långt busståg medger omkring 30% fler passagerare än en 18 meter lång enkelledad ledbuss. En fördel är att ekipaget kan köras utan släpvagn med lägre bränsleförbrukning i normaltrafik, och att det enkelt med släpvagn kan fördubbla passagerarantalet i rusningstrafik. En annan är släpvagnen har längre betydligt längre livslängd än en motorbuss, särskilt om den bara används för högtrafik. 

## Nutida busståg i stadstrafik
München hade tidigare fram till 1966 bussar med släpvagn, och återintroducerade sådana 2013. Münchner Verkehrsgesellschaft använder 12 meter långa tvåaxlade standardbussar och släp på 10,83 meter, med sammanlagt 130 passagerare. År 2017 var 62 fordonsekipage i trafik i Münchens stadstrafik.
Busståg används också i Sankt Gallen i Schweiz och Konstanz i Tyskland.

## Sverige
SJ Biltrafiks första busslinjer med anknytning till Bohusbanan i Dingle och Stenungssund trafikerades från 1921 med en dragbussar från Daimler och MAN och med alternativt personförande släpvagn eller godssläpvagn. År 1931 köpte SJ Biltrafik ett antal treaxlade halvhyttsbussar och släpvagnar från Tidaholms bruk för trafiken i Bohuslän.
I Sverige blev bussläpvagnar vanligare efter andra världskriget. TGOJ började till exempel 1947 busstransporter med släpvagn mellan Nyköping och Oxelösund.  SJ Buss hade personsläpvagnar i trafik också i andra regioner än Bohuslän, och hade dessa i trafik fram till omkring 1965.
Molinverken i Eskilstuna var efter andra världskriget specialiserade på tillverkning av släpvagnar. Stockholms Spårvägar hade tio släpvagnar från Molinverken från 1949, som betecknades J1. De gick bland annat på dåvarande linje 75 mellan Skanstull och Tallkrogen, senare Gubbängen. Linjen lades ned efter invigningen av tunnelbanans Gröna linje till Hökarängen 1950.
Skånetrafiken testade 2013 buss med släpvagn i stadsbusstrafiken i Kristianstad.

## Regelverk för långa bussar
Från maj 2019 är den högsta tillåtna längden för bussar i Sverige 24 meter, vilket tillåter både dubbelledbussar och busståg.
I Sverige krävs körkort med behörigheten D1E eller DE för att få köra buss med tungt släp. Sådant körkort ger behörighet både för körning med ett släp eller flera, oavsett vikt.

## Bildgalleri

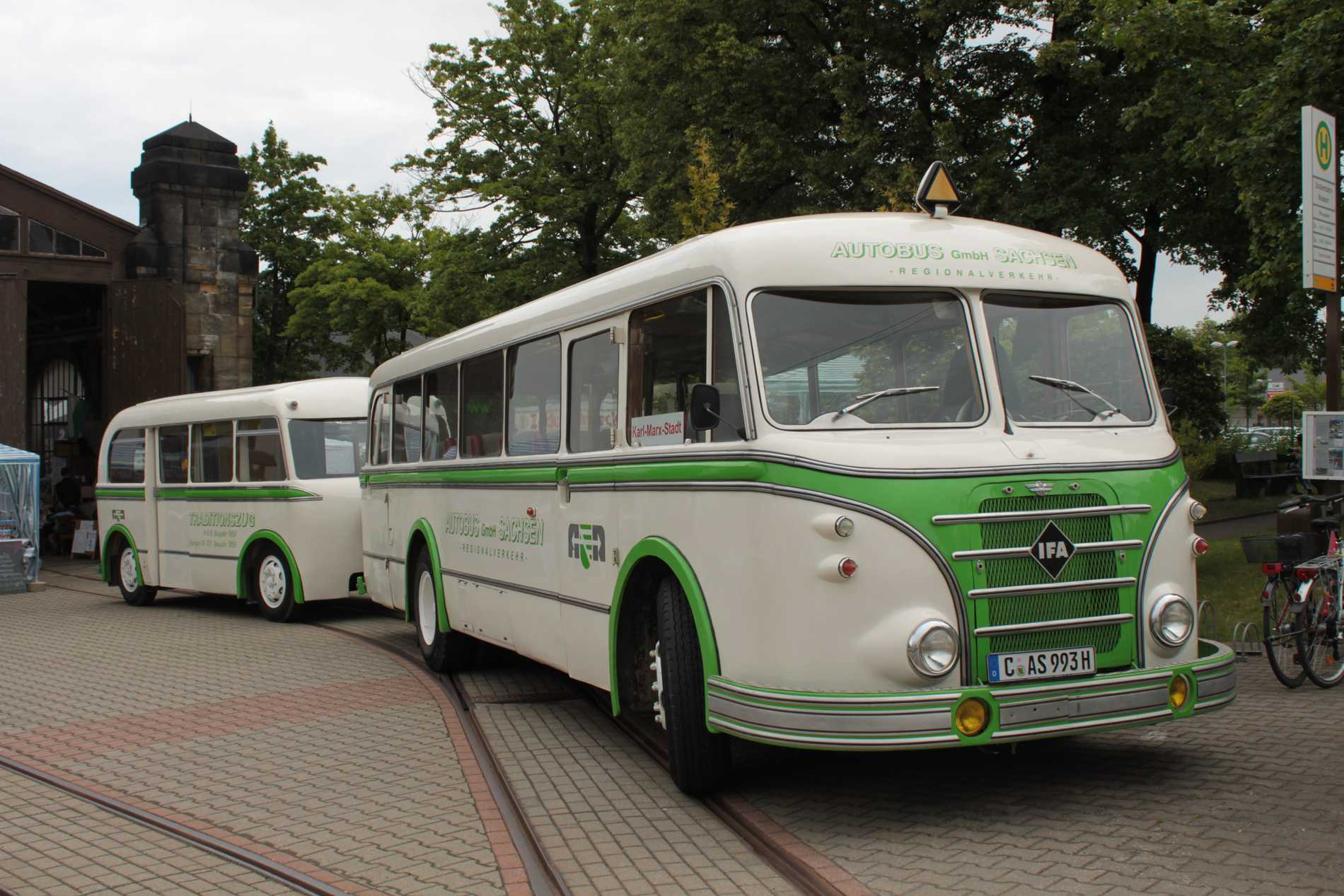
Östtyskt IFA-busståg
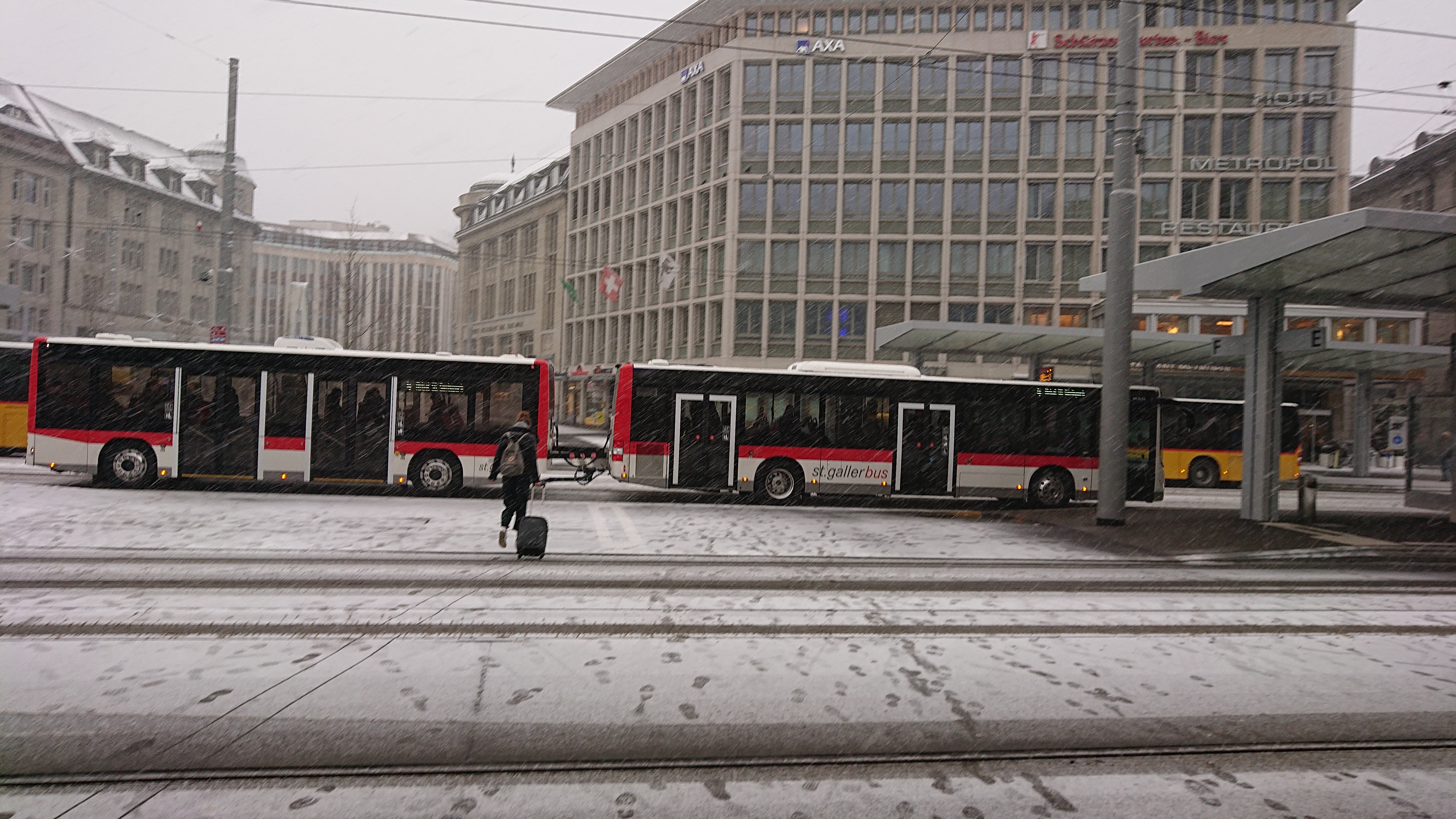
MAN-busståg i Sankt Gallen, 2019
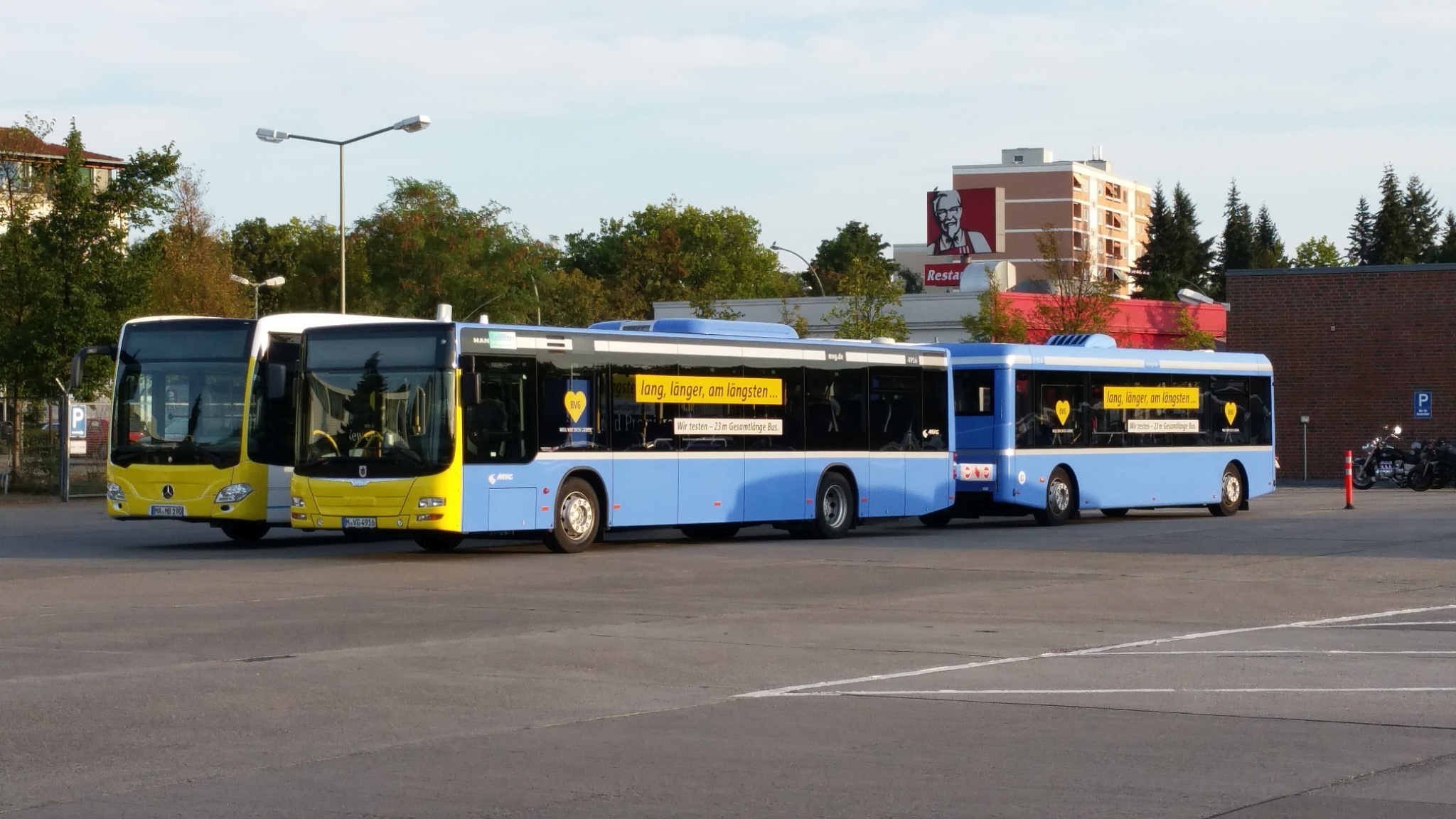
Merceden Benz- och MAN-bussar i trafikförsök i Berlin
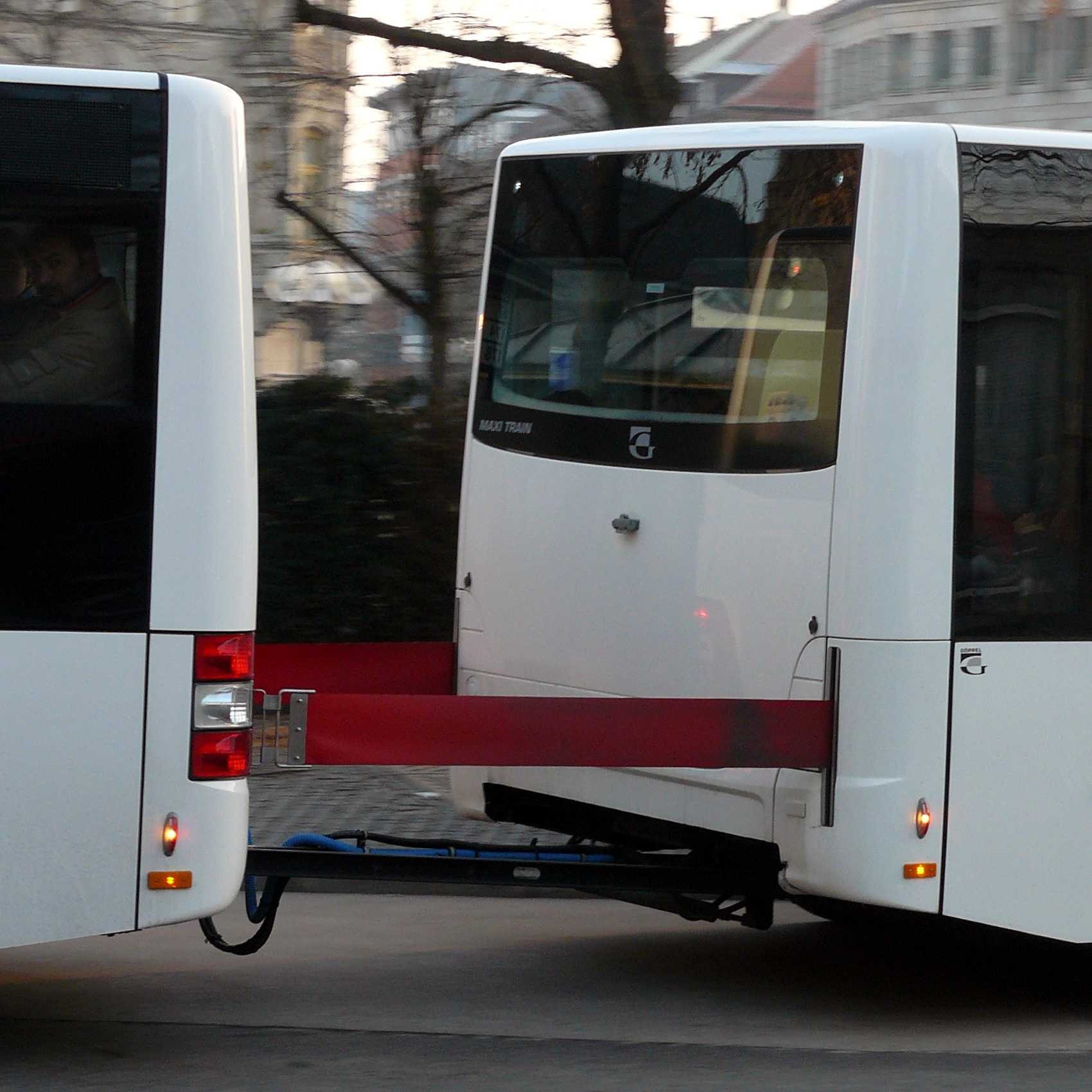
Koppling mellan Göppel-motorvagn och släpvagn
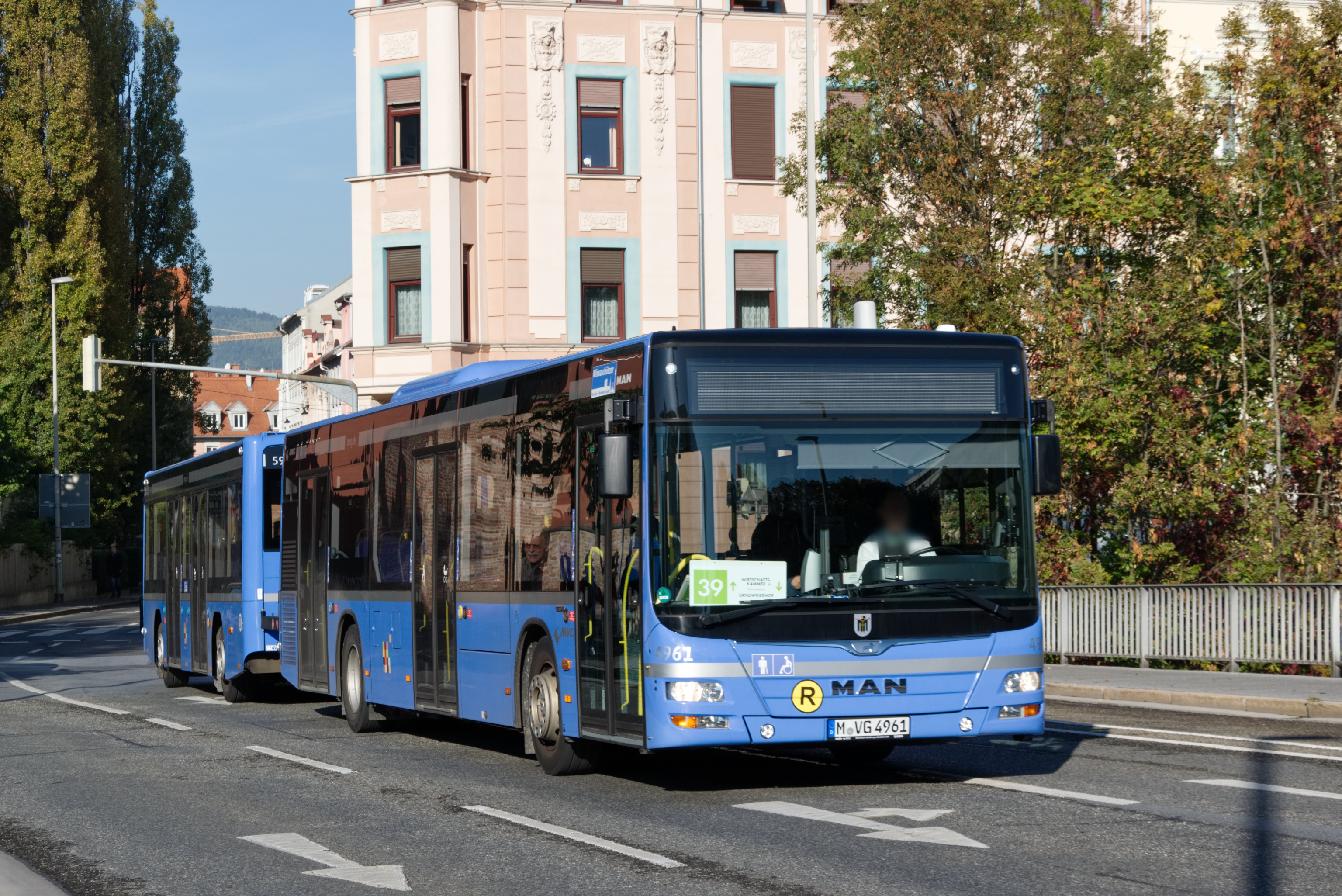
MAN Lion's City-busståg från München i trafikförsök i Graz, 2018
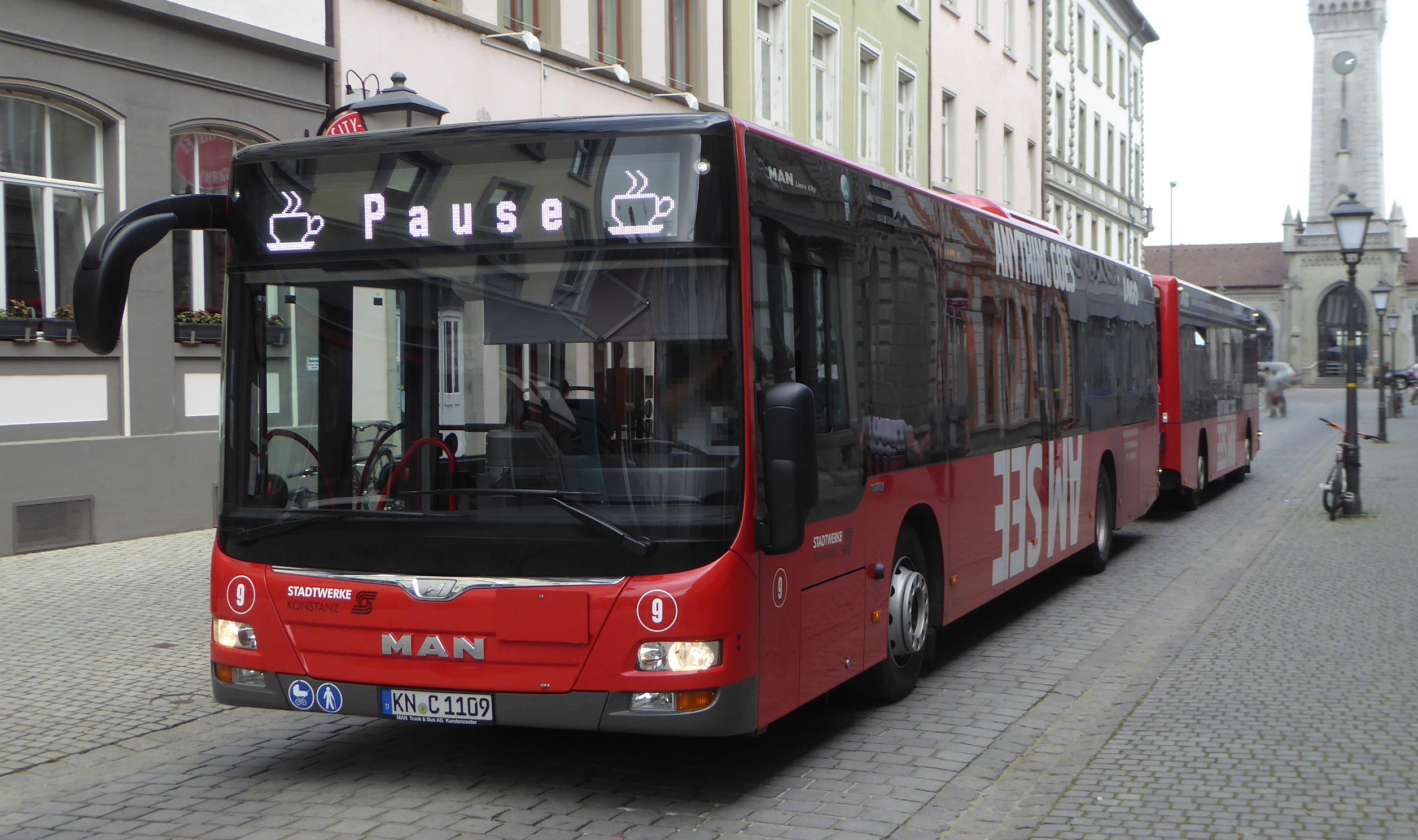
MAN-busståg i Konstanz